# Swiftair Flight 5960
Swiftair Flight 5960 var en fraktflygning på uppdrag av DHL från Leipzig i Tyskland till Vilnius i Litauen som ägde rum den 25 november 2024. Flygplanet, en Boeing 737-400, hade fyra besättningsmedlemmar, och var stabiliserat på instrumentlandningssystemet till landingsbana 19 på Vilnius internationella flygplats när planet av okänd anledning kraschlandade 1 370 meter före landningsbanan klockan 05:28 lokal tid.
Flygplanet gled 247 meter längs med gräset innan det kraschade in i ett tvåvåningshus med 12 boende och började brinna. Ingen i huset skadades, men en besättningsmedlem avled medan de tre andra fördes till sjukhus.
Olyckan är under utredning. Uppgifter från DHL angav att planet behövde göra en nödlandning innan landningsbanan. När flygledaren utfärdade klartecken för landning fick han inget svar från besättningen.